# Labeobarbus litamba
Labeobarbus litamba és una espècie de peix pertanyent a la família dels ciprínids.

## Descripció
- Fa 35 cm de llargària màxima.[5][6]

## Alimentació
Menja peixets i invertebrats.

## Hàbitat
És un peix d'aigua dolça, potamòdrom, bentopelàgic i de clima tropical.

## Distribució geogràfica
Es troba a Àfrica: és un endemisme de la conca del llac Malawi.

## Observacions
És inofensiu per als humans.